# Obowiązek szkolny
Obowiązek szkolny, przymus szkolny – wymóg poddania się procesowi edukacji powszechnej, zazwyczaj do określonego roku życia (na przykład osiągnięcia pełnoletniości) lub w ramach określonego poziomu kształcenia (na przykład do ukończenia poziomu podstawowego (powszechnego) lub gimnazjalnego).

## Historia

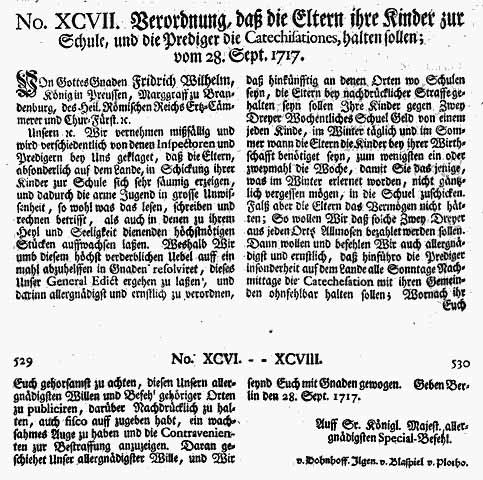
Zarządzenie wprowadzające przymus szkolny w Prusach, 1717

Pierwsze próby wprowadzenia obowiązku szkolnego zawierają przepisy Księstw Weimarskiego (1619), Gotajskiego (1642) i Brandenburgii-Prus (1698 i 1717). W kolonii Massachusetts w 1647 roku wprowadzili go dominujący w niej purytanie. W 1683 r. wydano takie zarządzenie w Księstwie Oleśnickim, przymus szkolny wprowadził „Książęcy oleśnicki statut niemieckich szkół miejskich i wiejskich” (niem. Fuerstlich Oelsnische deutsche Stadt und Landschulordnung). Przymus obejmował dzieci w wieku od 6 do 9 lat.
W roku 1717 król Prus Fryderyk Wilhelm I Hohenzollern wydał nakaz, by wszystkie dzieci w całym kraju uczęszczały do szkół podstawowych. Inne kraje, zwłaszcza habsburskie, próbowały naśladować pruskie rozwiązania w tej dziedzinie. Sama jakość nauczania w podstawowych szkołach pruskich nie była najwyższa, ponieważ nauczycielami byli częstokroć zwykli weterani wojenni, a program składał się z nauki rachunków, pisania i czytania, z odrobiną historii, lecz – jak zalecał filozof Christian Wolff – nie chodziło o to, by niewielu ludzi posiadało dużą wiedzę, lecz by szerokie rzesze ludności dysponowały podstawowymi umiejętnościami i wiadomościami. Duże zasługi w kontynuowaniu królewskiego planu w Prusach miał teolog Johann Julius Hecker.
W 1739 w Danii Chrystian VI Oldenburg wprowadził powszechny obowiązek uczęszczania do szkół podstawowych, jednak ten nakaz pozostawał martwą literą. Maria Teresa Habsburg wprowadziła obowiązek szkolny w krajach monarchii Habsburgów w 1774.
Jednak wszystkie próby wprowadzenia obowiązku szkolnego przed Wielką Rewolucją Francuską (1789–1799) udawały się jedynie częściowo lub były zawieszane z powodu nikłych możliwości realizacji (brak infrastruktury). Sytuacja uległa zmianie wraz ze zmianami ustrojowymi i technologicznymi wieku pary. Od początków XIX wieku przymus szkolny istnieje w większości systemów prawnych (1819 – Prusy, 1869 – Austria, 1872 – Japonia, 1876 – Wlk. Brytania, 1882 – Francja, 1848–1918 – USA, 1930 – ZSRR).
W Holandii ustawę o obowiązku szkolnym (Leerpflicht) przeforsował w parlamencie poseł Francis David Schimmelpenninck w 1900 roku.

## Obowiązek szkolny w Polsce

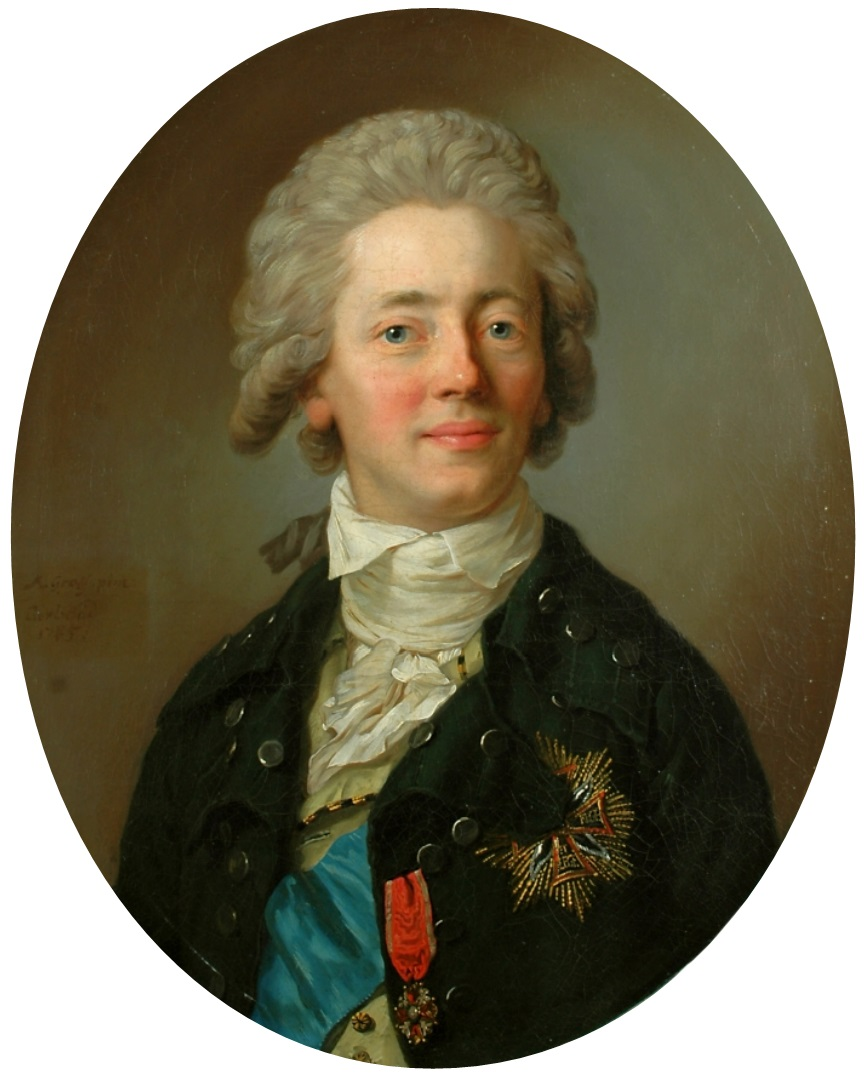
Stanisław Kostka Potocki (1785), prezes Izby Edukacji Publicznej

W Polsce wprowadzenie obowiązku szkolnego postulował już w dobie Odrodzenia Andrzej Frycz Modrzewski w traktacie Commentariorum de Republica emendanda libri quinque (O naprawie Rzeczypospolitej, księga O szkole, 1556), jednak jego wprowadzeniu skutecznie przeciwstawiał się polski Kościół katolicki. Po raz pierwszy w Polsce obowiązek szkolny wprowadziła Izba Edukacji Publicznej w Księstwie Warszawskim 12 stycznia 1808.
7 lutego 1919 wydano dekret o obowiązku szkolnym. Wprowadzał on obowiązkową 7-letnią szkołę powszechną dla wszystkich dzieci od 7. do 14. roku życia. Szkoła miała być bezpłatna, co nakładało na państwo obowiązek zapewnienia dostępu do niej wszystkim dzieciom. Od 1919 do 1956 r. z obowiązku szkolnego zwalniane było dziecko, którego droga z domu do szkoły była dłuższa niż 3 km.
Polskie prawo rozróżnia dwa pojęcia: obowiązek szkolny i obowiązek nauki. Obowiązek szkolny polega na przymusie uczęszczania do szkoły podstawowej. Rozpoczyna się w roku kalendarzowym, w którym dziecko kończy 7. rok życia. Na wniosek rodziców albo opiekuna prawnego naukę w szkole podstawowej może także rozpocząć dziecko, które w danym roku kalendarzowym kończy 6 lat. Ustawa nie określa w wyraźny sposób, kiedy obowiązek szkolny się kończy. Można o tym wnioskować jedynie w związku z pojęciem obowiązku nauki, czyli uczęszczania do szkoły osób w określonym przez prawo wieku. Obowiązek nauki obejmuje osoby od 7. do 18. roku życia, co pokrywa się z wiekiem, z którym (generalnie) uzyskuje się pełnoletniość. Ponieważ nauka w prawidłowym toku (bez powtarzania klasy) kończy się w ośmioletniej szkole podstawowej w wieku 14 lub 15 lat, musi być kontynuowana przez uczęszczanie do publicznej lub niepublicznej szkoły ponadpodstawowej lub przez realizowanie, zgodnie z odrębnymi przepisami, przygotowania zawodowego u pracodawcy albo uczęszczanie do szkoły wyższej.
Dla wypełnienia obowiązku szkolnego nie ma znaczenia, czy szkoła jest publiczną, czy niepubliczną. Wraz z ukończeniem przypisanego wieku obowiązek ustaje, chociażby wcześniej nie był wypełniany (np. z powodu przebywania dziecka w państwie, w którym obowiązują inne zasady systemu oświaty powszechnej). Może być odroczony do 10. roku życia dziecka w przypadku niepełnosprawności. Decyzję podejmuje się na podstawie opinii poradni psychologiczno-pedagogicznej.
Niespełnienie tego obowiązku podlega egzekucji administracyjnej. Organ miejscowy administracji publicznej właściwy do spraw edukacji może nałożyć na rodziców albo opiekuna prawnego dziecka karę grzywny w celu przymuszenia do realizowania tego obowiązku. W skrajnych przypadkach sąd opiekuńczy może pozbawić rodziców władzy rodzicielskiej albo zwolnić opiekuna.
Przed 1 stycznia 1999 w szczególnie uzasadnionych przypadkach, na wniosek rodziców albo opiekuna prawnego i na podstawie orzeczenia poradni psychologiczno-pedagogicznej, kurator oświaty mógł zwolnić od spełniania obowiązku szkolnego dziecko, które ukończyło 15 lat.

## Obowiązek szkolny w Niemczech
W poszczególnych landach niemieckich wiek dzieci, w którym zaczynają one podlegać przymusowi szkolnemu jest zróżnicowany (z reguły pomiędzy 5. a 8. rokiem życia). Czas trwania obowiązku szkolnego jest również zróżnicowany w zależności od landu wynosi 9 lat (np. Bawaria) do 12 (np. Dolna Saksonia).

## Obowiązek szkolny w Stanach Zjednoczonych
Niektóre stany uznawały potrzebę przymusu szkolnego za na tyle ważną, by umieścić go w swych konstytucjach. Ostatnim stanem, który go wprowadził, było w roku 1918 Missisipi.